# Station Powidz
Station Powidz is een spoorwegstation in de Poolse plaats Powidz.